# 広州珠江鋼琴集団
広州珠江鋼琴集団（こうしゅうしゅこうこうきんしゅうだん、グァンヂョウジュジャンガンチィンジトゥアン、英語: Guangzhou Pearl River Piano Group Co.,Ltd、SZSE: 002678）股份有限公司は、中国で最大のピアノ製造業者であり、世界最大のピアノ工場を有している。1956年に中華人民共和国広東省広州市で設立された。通称は広州珠江鋼琴集団股份、広州珠江鋼琴集団、広州珠江鋼琴など。中国国外ではパールリバー（Pearl River）として知られている。パールリバーは年間10万台を越えるピアノを生産する能力があり、それらを80を越える国々へ輸出している。今日、パールリバーピアノは幅広いブランドと水準の下で生産されている。パールリバーは「Kaiserburg」、「珠江（Pearl River）」、「Ritmuller」、「京珠」などのブランドを中心に様々な種類のピアノを製造・販売している。
2016年1月、パールリバーはドイツ・ブラウンシュヴァイクのピアノメーカーヴィルヘルム・シンメルの株式90%以上を取得した。ドイツにおける経営は変わらないままであり、シンメルの工場は今でもシンメル家によって管理されている。

## 認証
1998年、パールリバーは中国のピアノメーカーとして初めて、全ての部品と構成要素を含むグランドピアノおよびアップライトピアノの全製品について国際標準化機構ISO 9001認証（ISO 9001）を取得した。パールリバーは最近ISO 14001も取得した。

## パールリバーブランド
パールリバーは米国において自社での流通を行っていたが、2000年に流通をNorth American Musicに引き渡した。パールリバーは自身の社名の下で米国においてピアノを販売した最初の中国ピアノメーカーの一つであり、ピアノ教師と調律師によく受け入れられてきた。

## その他の楽器
パールリバーは世界最大のギターおよびバイオリン製造業者の一つでもあり、百貨店ターゲットで一般に見られる人気のあるギターブランド「ファーストアクト」の主要な供給業者である。ドラム、金管楽器、木管楽器も国際的に販売している。中華人民共和国では、自身のブランド名「紅棉」の下でギターを生産している。

### リットミュラー

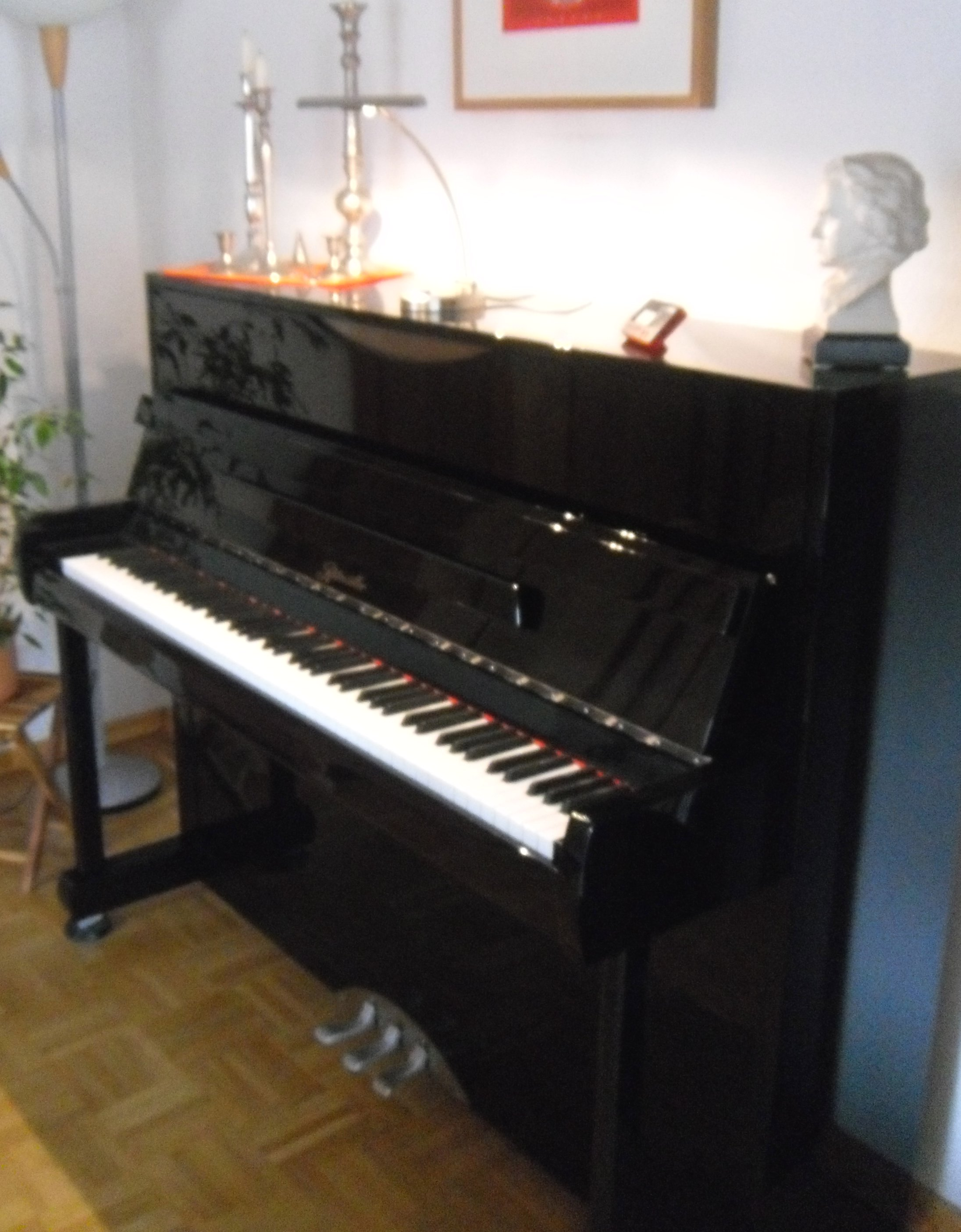
パールリバー製のリットミュラーピアノ

パールリバーは新しいリットミュラー（Ritmuller）シリーズを作るためにピアノデザイナーのLothar Thommaを雇った。最終的に、Thommaはリットミュラーシリーズのパフォーマンスモデルとプレミアムモデルの両方を設計するか設計を手助けするかした。パールリバー社は、Lothar Thomma設計のリットミュラーピアノはヨーロッパのスケール設計を備え、最高級のヨーロッパ製部品を使用し、手仕上げを行うためにより小規模でゆっくりとした製造工程である、と述べている。パールリバーとリットミュラーの違いには、Thomma設計の低張力ドイツ式スケール、ドイツFilzfabrik Wurzen GmbH製フェルト、ドイツ・レスラウ（Röslau）製弦、本物の黒檀鍵、ドイツ・Abel製ハンマー（パフォーマンスモデル）およびドイツ・レンナー製ハンマー（プレミアムモデル）などがある。

### OEM
米国の3つの大規模なピアノ小売企業はOEM自社ブランドの供給元としてパールリバーを使っている（Jordan Kitts Music、Sherman Clay〔閉店〕、Schmitt Music）。これらの小売チェーンは独自のブランド名（Henry F Miller、Christofori）を使用している。

## ヤマハ、スタインウェイ、 ハレット&デイヴィスとのつながり

### ヤマハ
ヤマハは1995年にパールリバーと合弁事業を作り、中国市場向けのピアノを製造するための工場を設立した。この工場は経済技術開発区の広州の東、パールリバーの工場から約35マイル離れている。この工場はパールリバーピアノグループのために2つのモデル、UP125M1およびリットミュラーUP126Rを生産している。どちらの製品種目も小売ピアノ店によって米国で販売され、鍵盤の横に「Yamaha Pearl River」という追加の刻印が押されている。

### スタインウェイ
パールリバーはスタインウェイ・アンド・サンズの「エセックス」ブランドのグランドピアノとアップライトピアノを含む全てのモデルも広州工場にて製造している。2005年5月1日、スタインウェイ・アンド・サンズとパールリバー・ピアノグループは合意について合同で発表した。両社はスタインウェイ・アンド・サンズが系列会社のボストンピアノCo., Inc. のために設計した複数の新しいエセックスモデルの開発を開始した。エセックスピアノは2006年の初めに市場に届いた。これはスタインウェイの中国における初の事業であり、パールリバーが西洋のピアノメーカーと結んだ初のOEM関係であった。

### ハレット&デイヴィスCo.

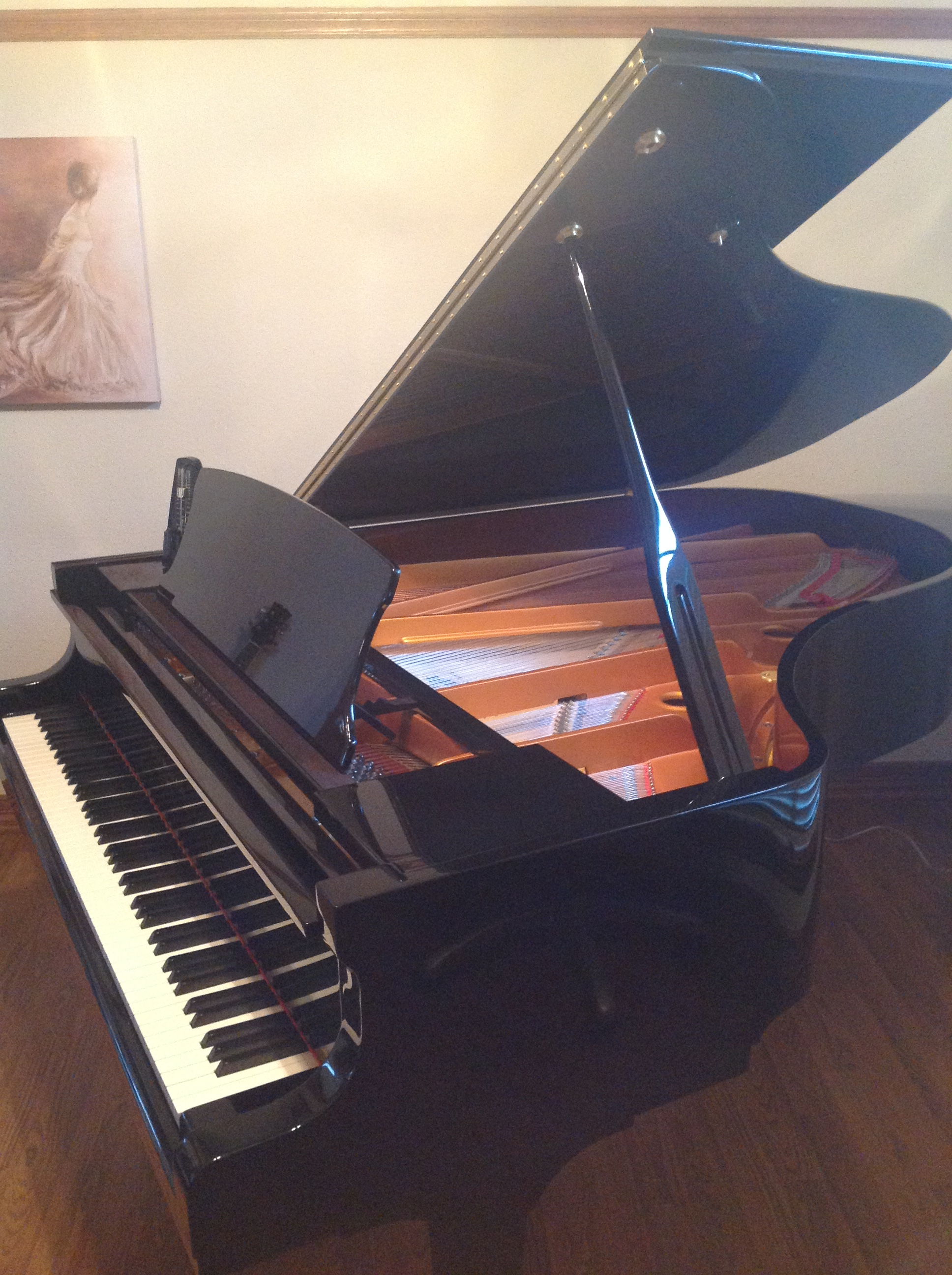
188 cmのHallet Davisシリーズグランドピアノ。通常生産が行われている最大のHallet Davisピアノ。Picture by Dr. Russell Porter, USA

Hallet, Davis & Co. Boston (HD&C) は、通常Hallet & DavisまたはH&Dと呼ばれるピアノ製品ラインである。元々のHallet, Davis & Companyは1841年にGeorge H. Davis、Russell Hallet、およびその他の共同経営者によってボストンで設立された。この会社はDavisと創業者とは別のHallet（Benjamin Franklin Hallet）によって1950年代にボストンで再構成された。1900年代初めにW. W. Kimball CompanyがHallet & Davisを買収した。1905年、持ち株会社Conway CompanyがKimballからHallet & Davisの名称を取得した。1927年にConwayはピアノ事業を整理した。
Hallet & Davisのブランド名と100年以上続くその製造の起源に関しては混乱があった。1904年12月版の「Piano and Organ Workers’ Official Journal」において、編集者らは「数年前にHallet & Davisの工場がシカゴから撤去され、Kimball Companyと合併したにもかかわらず、いわゆる業界紙がボストン製の楽器としてHallet & Davisピアノを発表し続けていること、結果として犯罪的なごまかし・詐欺を手助けし幇助していることについて読者は興味を持って知りたいと思っていることだろう」と述べた。
20世紀中頃、 Hallet & Davisの名称は、その他多くの 米国ピアノブランドと同じように、エオリアン-アメリカンCorp.（1985年に破産宣告）の下に集約されていた。
Hallet & Davisブランドとその適切なボストンとのつながりを復活させようという試みが1998年に成され、商標「HALLET, DAVIS & CO. BOSTON」がNorth American Music, Inc. によって出願された。この出願は米国特許商標庁（USPTO）によって「拒絶/却下または無効」とされた。その翌年の1999年、North American Musicは再びHallet & Davisの商標（この時はBOSTONを外して単に「HALLET, DAVIS & CO.」として）を出願し、最終的に2001年にUSPTOによって許可された。新たなH&Dピアノがマサチューセッツ州ボストンと少しの関係もないという事実にもかかわらず、中国のパールリバー・ピアノグループはH&Dのステンシルの下に「Boston」を（登録商標の一部ではないにもかかわらず）入れている。
パールリバー・ピアノグループは2014年以降H&Dラインを生産してきた。2014年以前は、このブランド名のピアノは東北鋼琴（ドンペイ・ピアノ）によって作られていた。しばらくの間、H&Dブランドは両方のメーカーから同時に生産されていた。今日、Hallet & DavisはNorth American Musicが卸すために製造されるピアノのOEMラインである。ここ数年全てのH&Dピアノはパールリバーによって作られているものの、このブランドには非常にさまざまなデザインと品質を持つ詳細が不明確な製造の歴史がある。過去このブランドは、北京星海楽器や東北鋼琴（ドンペイ・ピアノ）、Silberman Piano、Parsons Music、そしてパールリバー・グループを含む複数のピアノメーカーによって製造された。

## 推薦文献
- Russell Flannery (2002年5月13日). “Piano man”.   Forbes. 2018年5月30日閲覧。